# Тыквенная каша
Тыквенная каша — крупяная каша с добавлением мякоти тыквы. Тыквенную кашу готовят на воде или молоке, приправляют сахаром и заправляют сливочным маслом. Реже тыкву для каши запекают. Кашу с тыквой варят из риса, пшена, манной крупы или кукурузной крупы.
В России тыквенная каша известна, по крайней мере, с XVIII века.
Выращивание тыквы в России велось с середины XVII века. Каша или запеканка из тыквы с пшённой крупой (тыковник, тыквенник) стала классикой русской кухни. В рецепте времён СССР для тыквенной каши рекомендовали выбирать тыкву с яркой окраской мякоти, её мелкими кусочками сначала припускали на маргарине, затем добавляли манную крупу, сахар и соль. Для тыквенной каши также подходят предварительно распаренные до полуготовности пшено или рис. Готовую тыквенную кашу подают с кусочком сливочного масла.

## На Украине
На Украине тыкву выращивали в каждом крестьянском хозяйстве. Печёную или варёную тыкву употребляли почти круглогодично, так как она долго хранилась. Тыквенную кашу (укр. гарбузова каша, кабакова каша) готовили следующим образом: очищенную от семян и кожуры тыкву резали на небольшие куски, заливали коровьим, а в пост маковым или конопляным молоком и варили до готовности. Сваренное пшено соединяли с варёной тыквой в одинаковом соотношении, размешивали и запекали. Готовили тыквенную кашу и запеченную с яйцами — запеканку, бабку.
Запеченная тыквенная каша была атрибутом воскресного меню, а обычную готовили как повседневное блюдо. В наши дни это блюдо готовят также с рисом или манной крупой.

## В Корее
Хобак-джук (호박죽) или тыквенная каша — это разновидность корейской каши или «джук», приготовленная из тыквы и клейкой рисовой муки.

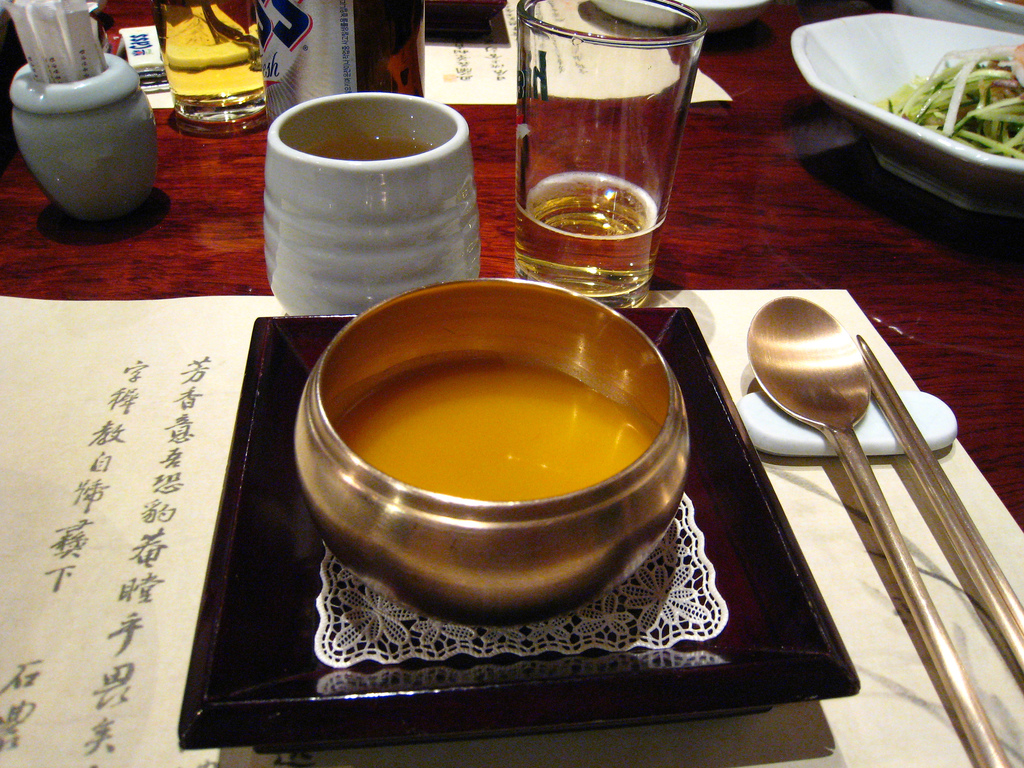
Корейская тыквенная каша хобак-джук

Тыкву варят, очищают, удаляют семена и делают пюре. Тыквенное пюре можно процедить, чтобы получить более гладкую текстуру. Затем его смешивают с суспензией клейкой рисовой муки и кипятят, во время чего можно добавить пропаренную красную или чёрную фасоль. Другим распространенным дополнением является саилсим (새알심, «птичье яйцо»), маленькие круглые рисовые пирожные, сделанные из клейкой рисовой муки, замешанной с горячей водой. Наконец, по вкусу добавляют соль и, возможно, сахар.